# 南滿洲鐵道
南滿洲鐵道株式會社（日语：〔〕／ Minami-Manshū Tetsudō */?）簡稱南滿洲鐵道或滿鐵，缩写為SMR，是大日本帝国为了经营滿洲（中国东北）夺得的路权而成立的鐵路運輸企業:112，同時也大量投資在滿洲的產業。

## 歷史

### 創立
1904年日俄战争，1905年日軍獲勝，原來由俄罗斯帝国修建的中东铁路长春至旅顺段被转让给日本，改称为南满铁路。1906年日本國家預算為4億圓，日俄戰爭中臨時軍事費卻有17億圓之多，合算戰爭相關費用更接近20億圓，向英美借調外債亦超過10億圓:100。为管理鐵道，1906年6月7日，以明治天皇的名义发布第142号敕令，公布了《南满洲铁道株式会社成立之件》。9月，滿鐵股票募集倍率為1,000倍，沒多久即告售罄:101。11月26日在东京正式成立南满洲铁道株式会社。
滿鐵第一代总裁后藤新平男爵，後來在倫敦發行公司債，又調配2亿圓资金:102。後藤新平早在1906年就開始計劃移入日本人，實際上確實沒有人自發想到滿洲:228。1907年，会社总部从东京迁往大連。以國策起家之滿鐵，創業之初，總裁及其下員工都意志高揚，而後逐漸官僚化:224。

### 擴張
1931年9月18日滿洲事變之后，满铁在其附属地内的行政职能以及各种政治活动被逐渐削弱，其业务被置于关东军司令部的监管之下。满洲国建立後，原由滿鐵經營之學校、醫院、大學改由滿洲國國家經營，日本官吏進駐滿洲國政府中樞:224。10月10日，關東軍司令官指示滿鐵總裁內田康哉，應利用「九一八」事變之絕好機會，通過「委托經營」之辦法，奪取東北原有一切鐵路之路權，並按照原來計劃和軍部要求，建設一批新鐵路:112。日本大財閥三井、三菱，原來也投資滿鐵，滿鐵藉著財閥投資而壯大，自己亦成為大財閥；但是滿洲國建立後，滿業取代滿鐵地位，滿鐵職責受到限縮:224。10月23日，由關東軍和滿鐵策劃成立東北交通委員會，為日本奪取路權，掌控東北鐵路:112。
1932年8月7日，關東軍司令官本繁與滿國務總理鄭孝胥簽訂《滿洲國鐵路、港灣、航路、航空及新線修建管理協定》，規定：「滿洲國將鐵路、港灣、水路經營及敷設委托於滿鐵。」:363滿鐵「名正言順」奪取除中蘇合辦之中東鐵路（滿洲里至綏芬河）以外之東北所有鐵路之經營權:113。
1933年至1936年為滿洲國發展第一期，日本資金透過滿鐵進入滿洲，使得滿鐵成為滿洲國經濟建設主角；滿鐵不只在北滿洲建設戰略鐵路，亦經營鋼鐵、煤礦、液態燃料、輕金屬、化學工業、電力等企業:226。随着日军占领中国东北全境，原属中国的沈海、奉山、吉长、吉敦、吉海、四洮等铁路，以及东北全境的港湾、水运和轻工业的经营权也被转交给满铁，其附属地面积增至524.3平方公里。至1935年，满铁经营的铁路长度已达6857.3公里。1936年，满铁改组铁路管理机构，在奉天设立铁道总局，统一经营铁路、港湾、水运和汽车运输。
1937年1月27日，南滿鐵道株式會社與日華北駐屯軍商定開發華北經濟五年計劃:5350。11月5日，《日满条约》的签订，撤销治外法权和移交满铁附属地行政权，满铁附属地归并入满洲国管辖。
1942年，满铁总部由大连迁往新京。

### 解散
1945年8月15日日本投降之後，满洲国失去所有管辖权，而南滿洲鐵道株式會社亦停止運作。其资产大多被苏联红军接收并拆运回国。满铁资产清算工作直至1957年才最后结束。

## 机构

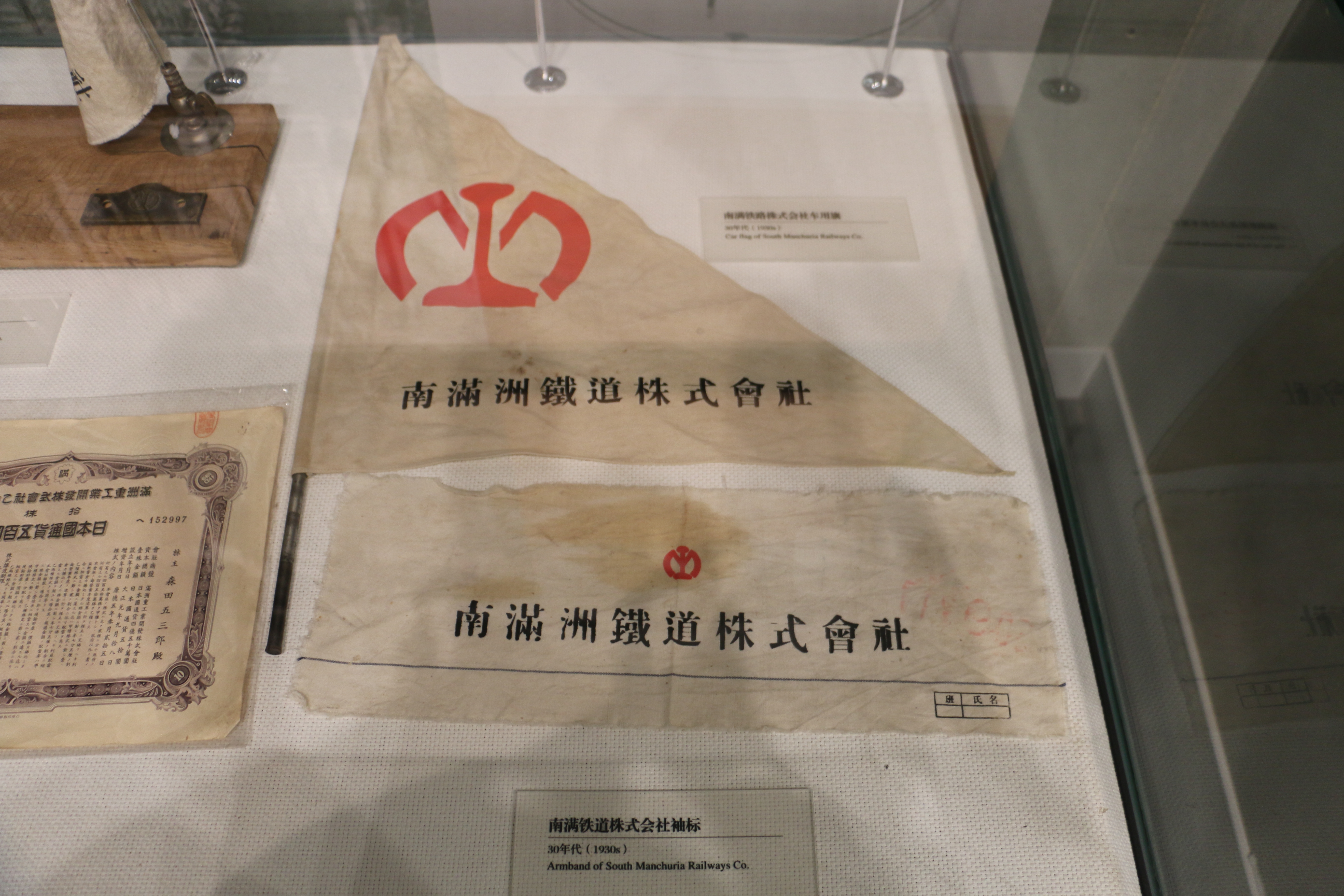
满铁袖标，中国工业博物馆藏

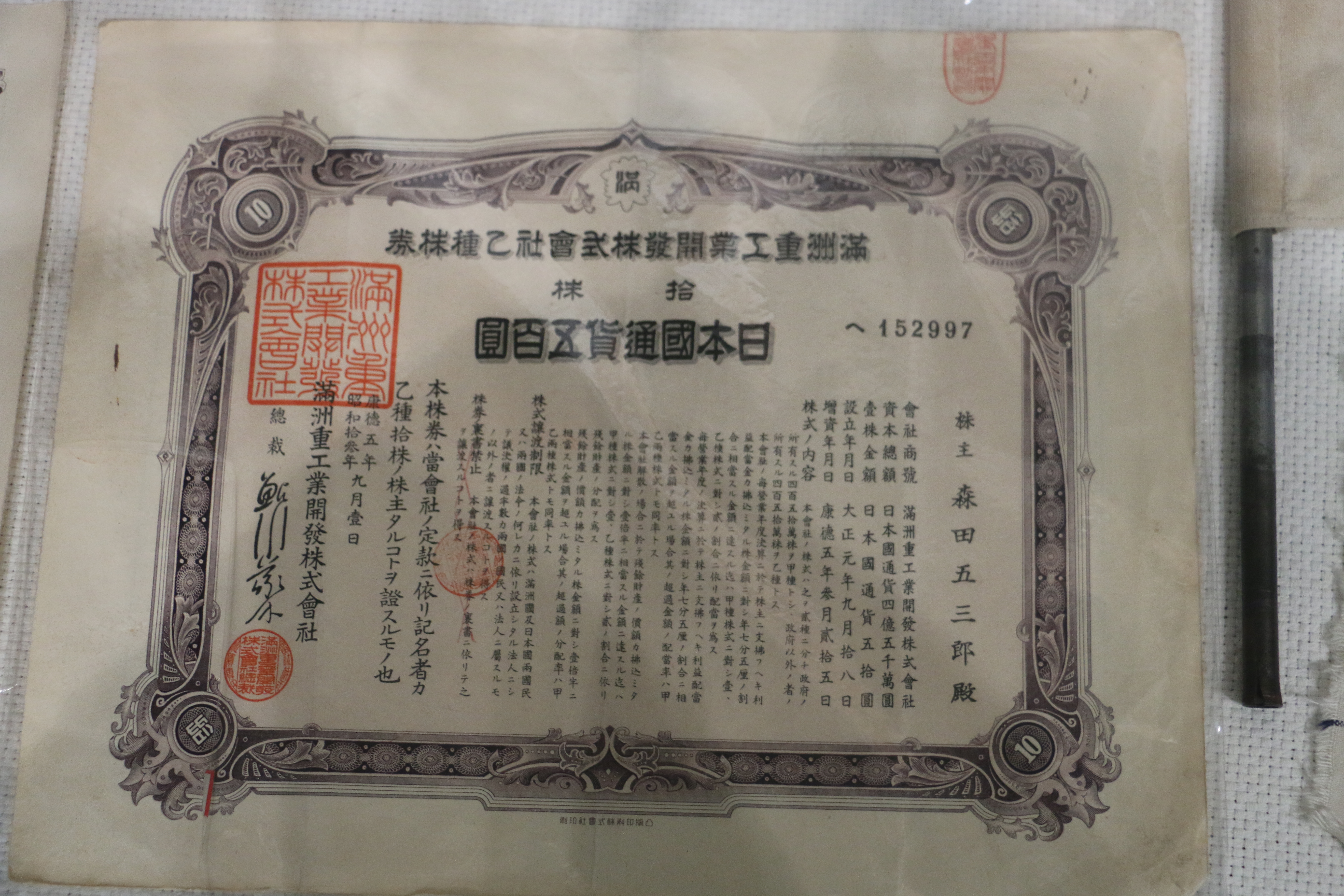
满铁股券，中国工业博物馆藏

- 满铁调查本部：日本在中国最大的「国策调查机关」，负责对中国和苏联的各种情报收集工作，1939年改为大调查部。
- 满铁中央试验所
- 满铁地质调查所
- 大连工事事务所
- 满铁医院
- 满铁地方事务所
- 满铁农业试验所

## 鐵道事業

### 經營路線

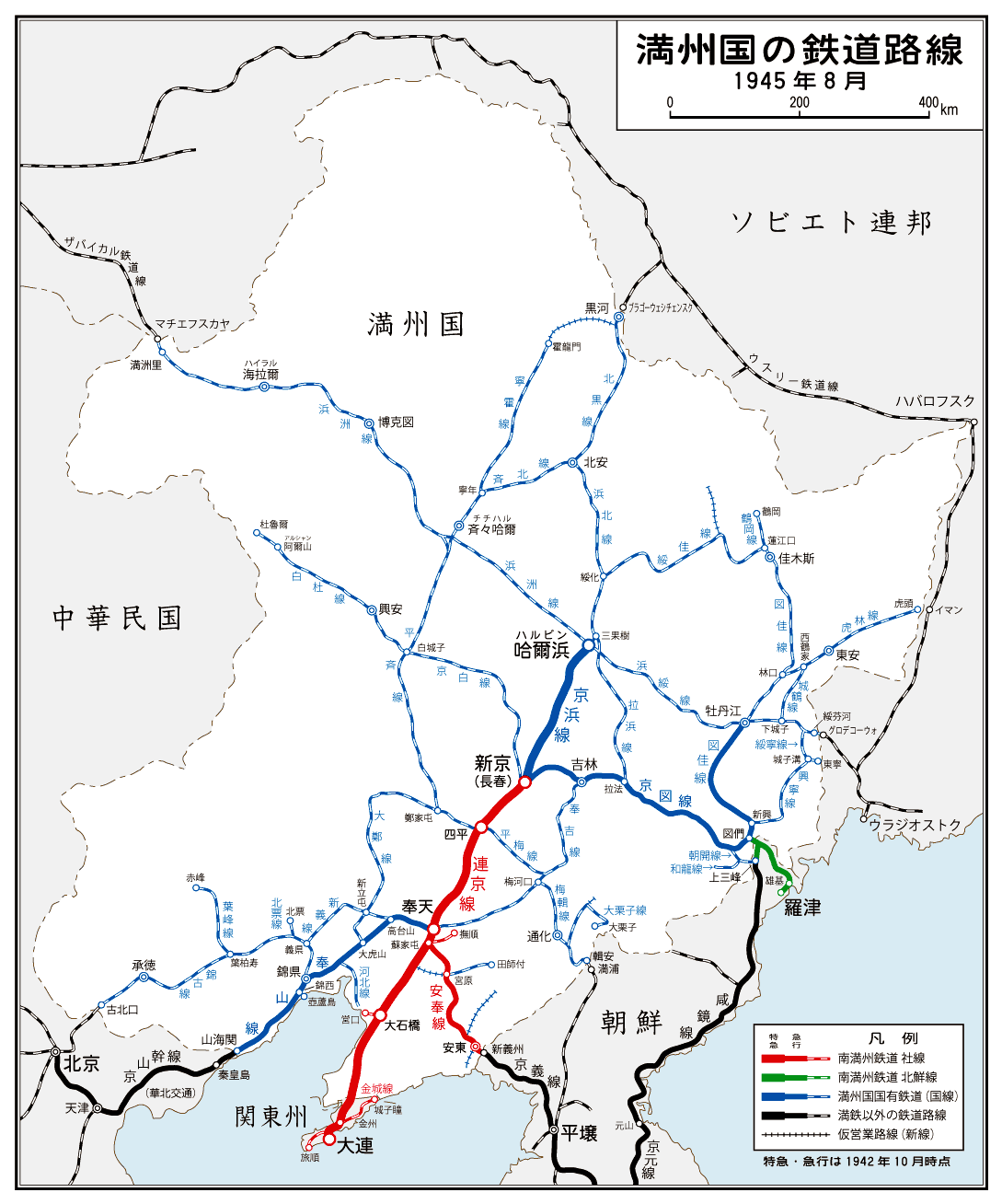
满铁线路图（日文），红色为社线、蓝色为国线、绿色为北鲜线

1907年（明治40年）四月至七月間，滿鐵先後從日本及俄國政府間接受大連至寬城子間共計1150.8千米的鐵路及支線，並於一系列標準軌改軌、線路改建及複線化工程之後形成滿鐵本社直屬線路之路網骨幹（社線）。同時，在1935年（昭和10年）滿洲國從蘇聯贖買全部中東鐵路（北滿鐵路）之後，滿洲國有鐵道（國線）成立，其所轄線路亦委託滿鐵進行經營。除此之外，原屬朝鮮總督府鐵道的一部分朝鮮北部鐵路線（北鮮線）亦由滿鐵負責經營。
至1945年（昭和20年）8月，由滿鐵負責經營線路如下：
注：[貨]貨物線

#### 社線
| 路線名          | 區間                    | 里程  | 舊路線名／備註                                                                                                   |
| --------------- | ----------------------- | ----- | --- |
| 連京線          | 大連 - 新京             | 701.4 | 本線（線路開業 - 1921年7月20日） 滿洲本線（ - 1925年3月31日） 連長線（ - 1932年10月31日） 现为京哈铁路和沈大铁路 |
| 連京線          | 大連埠頭 - 沙河口 [貨]  | 6.9   | 通稱“埠頭線” |
| 連京線          | 大連 - 吾妻 [貨]        | 2.9   | 通稱“吾妻線” |
| 安奉線          | 安東 - 蘇家屯           | 260.2 | 现沈丹铁路 |
| 入船線 [貨]     | 沙河口 - 入船埠頭       | 5.8   | |
| 旅順線          | 周水子 - 旅順           | 50.8  | 现旅顺支线 |
| 柳樹屯線        | 大房身 - 柳樹屯         | 5.8   | 休止線 |
| 甘井子線 [貨]   | 南關嶺 - 大連甘井子埠頭 | 11.9  | |
| 金城線          | 金州 - 城子疃           | 102.1 | 现为金庄铁路的一部分                                                                                             |
| 營口線          | 大石橋 - 營口           | 22.4  | 现营口铁路 |
| 煙台炭礦線      | 煙台 - 煙台炭礦         | 15.6  | 非營業線 |
| 撫順線          | 蘇家屯 - 撫順           | 52.9  | 现为沈抚城际铁路的一部分                                                                                         |
| 渾榆聯絡線 [貨] | 渾河 - 榆樹台           | 4.1   | 现为沈抚城际铁路的一部分                                                                                         |

#### 國線

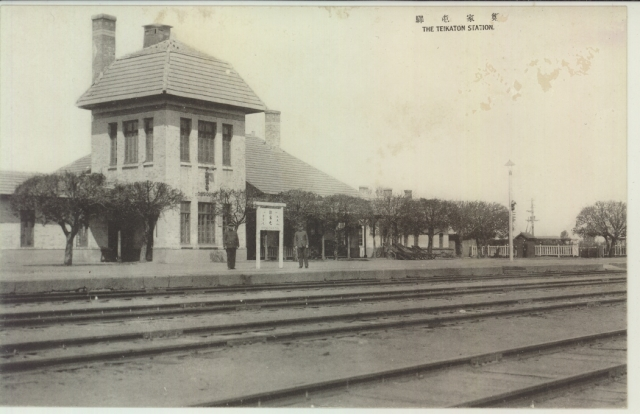
郑家屯站

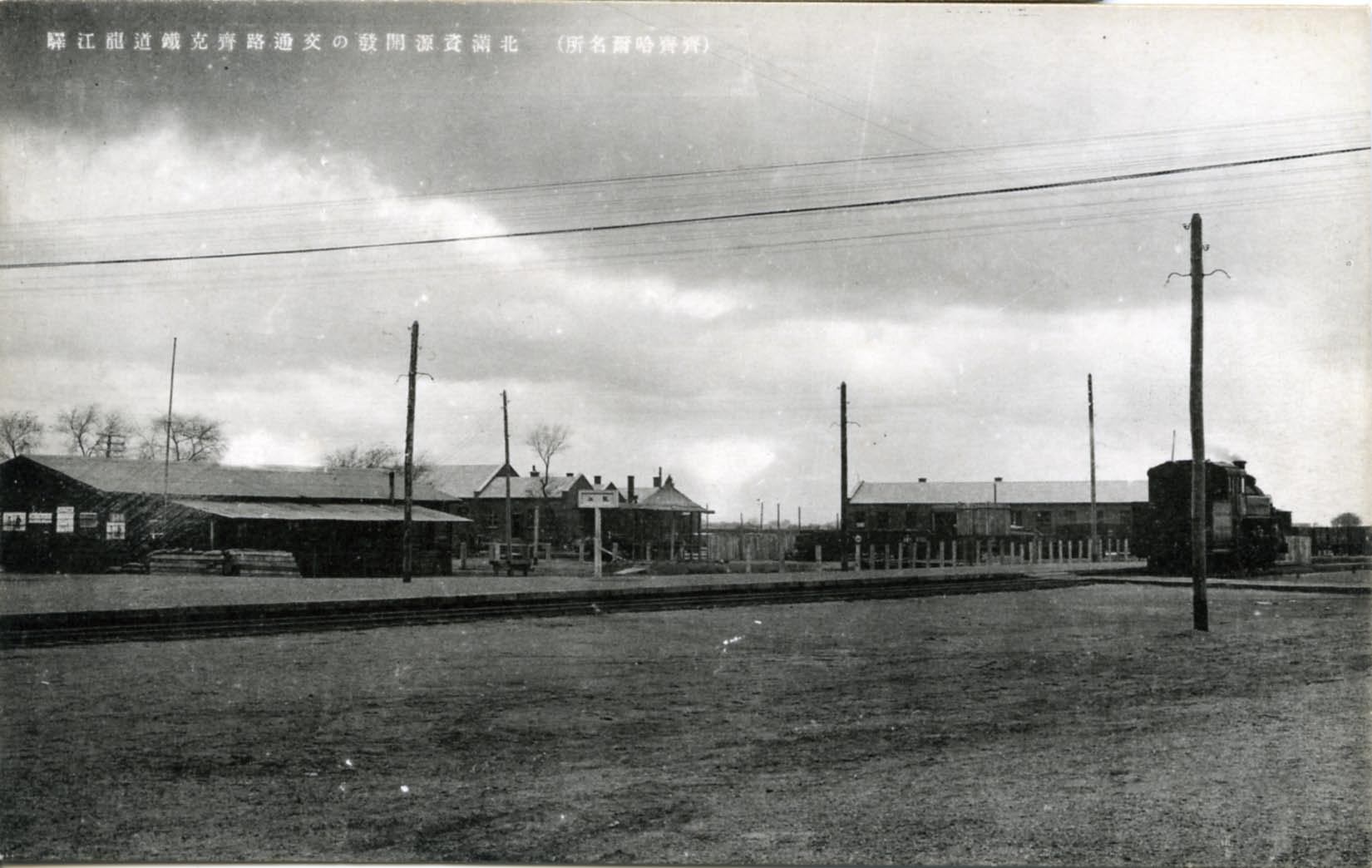
龙江站

| 路線名            | 區間                    | 里程  | 舊路線名／備註                                                                             |
| ----------------- | ----------------------- | ----- | ------------------------------------------------------------------------------------------ |
| 奉山線            | 奉天 - 山海关           | 419.6 | 奉山鐵路 现沈山铁路                                                                        |
| 奉裕連絡線 [貨]   | 奉天 - 裕国             | 17.5  | 现沈山南线                                                                                 |
| 于洪連絡線 [貨]   | 于洪信號場 - 大成信號場 | 4.6   |                                                                                            |
| 皇姑屯連絡線 [貨] | 皇姑屯 - 北奉天         | 2.8   |                                                                                            |
| 高新線            | 高台山 - 新立屯         | 60.6  | 现高新铁路                                                                                 |
| 大鄭線            | 大虎山 - 鄭家屯         | 366.2 | 奉山鐵路（大虎山 - 通遼） 四洮鐵路（通遼 - 鄭家屯） 现大郑铁路                             |
| 新義線            | 新立屯 - 義縣           | 131.5 | 现新义铁路                                                                                 |
| 河北線            | 溝幫子 - 河北           | 91.1  | 奉山鐵路                                                                                   |
| 錦古線            | 錦縣 - 古北口           | 542.3 | 奉山鐵路（錦縣 - 口北營子） 现锦承铁路，1945年承德至古北口段铁路拆除                       |
| 北票線            | 金嶺寺 - 北票           | 17.9  | 奉山鐵路                                                                                   |
| 葉峰線            | 葉柏壽 - 赤峰           | 146.9 | 现叶赤铁路                                                                                 |
| 葫蘆島線          | 錦西 - 葫蘆島埠頭       | 12.1  | 奉山鐵路                                                                                   |
| 奉吉線            | 奉天 - 吉林             | 447.4 | 瀋海鐵路（奉海车站(现沈阳东站) - 朝陽鎮） 现沈吉铁路                                       |
| 瀋陽連絡線 [貨]   | 奉天 - 瀋陽             | 10.7  | 现沈大铁路的一部分                                                                         |
| 將軍堡連絡線 [貨] | 撫順 - 將軍堡信號場     | 3.6   | 现沈吉铁路的一部分                                                                         |
| 撫順城連絡線 [貨] | 撫順 - 撫順城           | 4.5   | 抚顺城站已更名为抚顺北站，现为沈抚城际铁路的一部分                                         |
| 梅輯線            | 梅河口 - 滿浦           | 255.5 | 现梅集铁路                                                                                 |
| 新通化線          | 通化 - 新通化           | 4.2   |                                                                                            |
| 大栗子線          | 鴨園 - 大栗子           | 112.3 | 现鸭大铁路                                                                                 |
| 平梅線            | 四平 - 蓮河             | 149.2 | 瀋海鐵路（西安 - 蓮河） 现四梅铁路                                                         |
| 京圖線            | 新京 - 圖們             | 528.0 | 吉長吉敦鐵路（新京 - 敦化） 敦圖鐵路（敦化 - 哈爾巴嶺） 现长图铁路                         |
| 龍豐線            | 龍潭山 - 大豐滿         | 22.4  | 现龙丰铁路                                                                                 |
| 金珠線            | 江北 - 金珠             | 18.8  | 吉林鐵道（新吉林 - 金珠） 现吉舒铁路的一部分                                               |
| 小新連絡線 [貨]   | 小姑家 - 新站           | 9.1   |                                                                                            |
| 朝開線            | 朝陽川 - 上三峰         | 60.6  | 现朝开铁路                                                                                 |
| 和龍線            | 龍井 - 和龍             | 61.6  | 现和龙铁路                                                                                 |
| 合水連絡線 [貨]   | 萱穗信號場 - 合水信號場 | -     |                                                                                            |
| 圖佳線            | 圖們 - 佳木斯           | 580.2 | 现图佳铁路                                                                                 |
| 佳木斯埠頭線 [貨] | 佳木斯 - 佳木斯埠頭     | 3.6   |                                                                                            |
| 興寧線            | 新興 - 城子溝           | 216.1 |                                                                                            |
| 汪清連絡線 [貨]   | 汪清 - 小汪清           | 9.0   |                                                                                            |
| 虎林線            | 林口 - 虎頭             | 355.7 | 现虎林铁路                                                                                 |
| 恆山線            | 雞寧 - 恆山             | 12.4  |                                                                                            |
| 拉濱線            | 三棵樹 - 拉法           | 265.5 | 现拉滨铁路                                                                                 |
| 煤窯線            | 舒蘭 - 煤窯             | 30.4  | 吉林鐵道                                                                                   |
| 京濱線            | 新京 - 哈爾濱           | 242.0 | 北滿鐵路 现京哈铁路的一部分                                                                |
| 濱洲線            | 哈爾濱 - 滿洲里         | 934.8 | 原称东清铁路、北滿鐵路 现滨州铁路                                                          |
| 濱綏線            | 哈爾濱 - 綏芬河         | 546.4 | 原称东清铁路、北滿鐵路 现滨绥铁路                                                          |
| 開道迴線          | 亞布洛尼 - 橫道河子     | 59.2  |                                                                                            |
| 香坊連絡線 [貨]   | 香坊 - 東門信號場       | 5.1   | 现哈环线的一部分                                                                           |
| 東門連絡線        | 東門信號場 - 新香坊     | 6.2   | 现三棵树铁路的一部分                                                                       |
| 城雞線            | 下城子 - 西雞家         | 103.4 | 穆棱鐵路（下城子 - 梨樹鎮） 现城鸡铁路                                                     |
| 綏寧線            | 河西 - 東寧             | 91.1  | 现绥东铁路                                                                                 |
| 濱江線            | 哈爾濱 - 三棵樹         | 8.8   | 北滿鐵路（哈爾濱 - 濱江） 现三棵树铁路的一部分                                             |
| 三棵樹埠頭線 [貨] | 濱江 - 三棵樹           | 4.0   | 现三棵树铁路的一部分                                                                       |
| 哈爾濱埠頭線      | 哈爾濱 - 哈爾濱埠頭     | 2.9   | 北滿鐵路（哈爾濱 - 八區）                                                                  |
| 江南連絡線 [貨]   | 太平橋 - 江南信號場     | 2.2   |                                                                                            |
| 濱北線            | 三棵樹 - 北安           | 326.1 | 呼海鐵路（新松浦 - 海倫） 海克鐵路（海倫 - 北安） 现滨北铁路                               |
| 綏佳線            | 綏化 - 佳木斯           | 381.8 | 现绥佳铁路                                                                                 |
| 鶴岡線            | 蓮江口 - 鶴岡           | 54.3  | 现鹤岗铁路                                                                                 |
| 蓮江口埠頭線 [貨] | 蓮江口 - 蓮江口埠頭     | 3.5   |                                                                                            |
| 北黑線            | 北安 -黑河              | 302.9 | 现北黑铁路                                                                                 |
| 黑河埠頭線 [貨]   | 黑河 - 黑河埠頭         | 4.2   |                                                                                            |
| 齊北線            | 齊齊哈爾 - 北安         | 231.5 | 齊克鐵路（齊齊哈爾 - 泰安） 泰克鐵路（泰安 - 克山） 海克鐵路（克山 - 北安） 现齐北铁路     |
| 寧霍線            | 寧年 - 霍龍門           | 284.0 | 齊克鐵路（寧年 - 拉哈）                                                                    |
| 平齊線            | 四平 - 齊齊哈爾         | 571.4 | 四洮鐵路（四平 - 洮南） 洮昂鐵路（洮南 - 三間房） 齊克鐵路（三間房 - 齊齊哈爾） 现平齐铁路 |
| 京白線            | 新京 - 白城子           | 332.6 |                                                                                            |
| 白杜線            | 白城子 - 杜魯爾         | 376.5 | 洮索鐵路（白城子 - 寗家假站）                                                              |
| 榆樹線            | 榆樹屯 - 昂昂溪         | 6.4   | 齊克鐵路 现三昂联络线、平齐铁路                                                            |
| 溪堿線            | 宮園 - 田師付           | 86.0  | 现溪田铁路                                                                                 |

#### 北鮮線
| 路線名        | 區間            | 里程  | 舊路線名／備註           |
| ------------- | --------------- | ----- | ------------------------ |
| 北鮮西部線    | 上三峰 - 南陽   | 36.0  | 圖們線（朝鮮總督府鐵道） |
| 北鮮東部線    | 圖們 - 雄基     | 147.3 | 圖們線（朝鮮總督府鐵道） |
| 雄羅線        | 雄基 - 羅津埠頭 | 18.2  |                          |
| 南羅津線 [貨] | 羅津 - 南羅津   | 3.0   |                          |

### 鐵路車輛
南满洲铁道的机车命名方式随时期变化，不过最为大中华圈所知的三期命名是以华氏式别的美式通称以假名转写后，取其中两个片假名作为主名；后再加一指称数字的片假名（从1到10分别为：イ、ニ、サ、シ、コ、ロ、ナ、ハ、ク、チ）作为辅助名。例如，2-6-2轮式的机车又叫プレ型，便是取自美式通称Prairie（草原）。这样命名的传统，乃是因为南满洲铁道早期的机车大多由美国进口而来。至于客车、货车等，则是用其日文本来名称（无论本土词还是外来词）中取一至两个片假名得来。

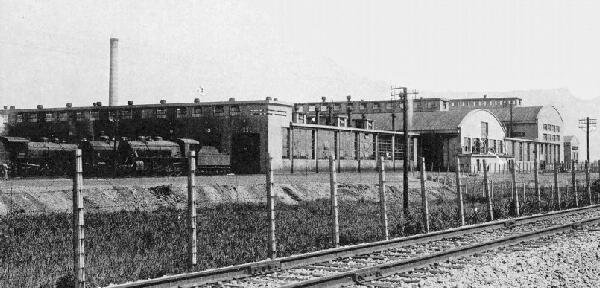
蘇家屯機関区

### 主要列车

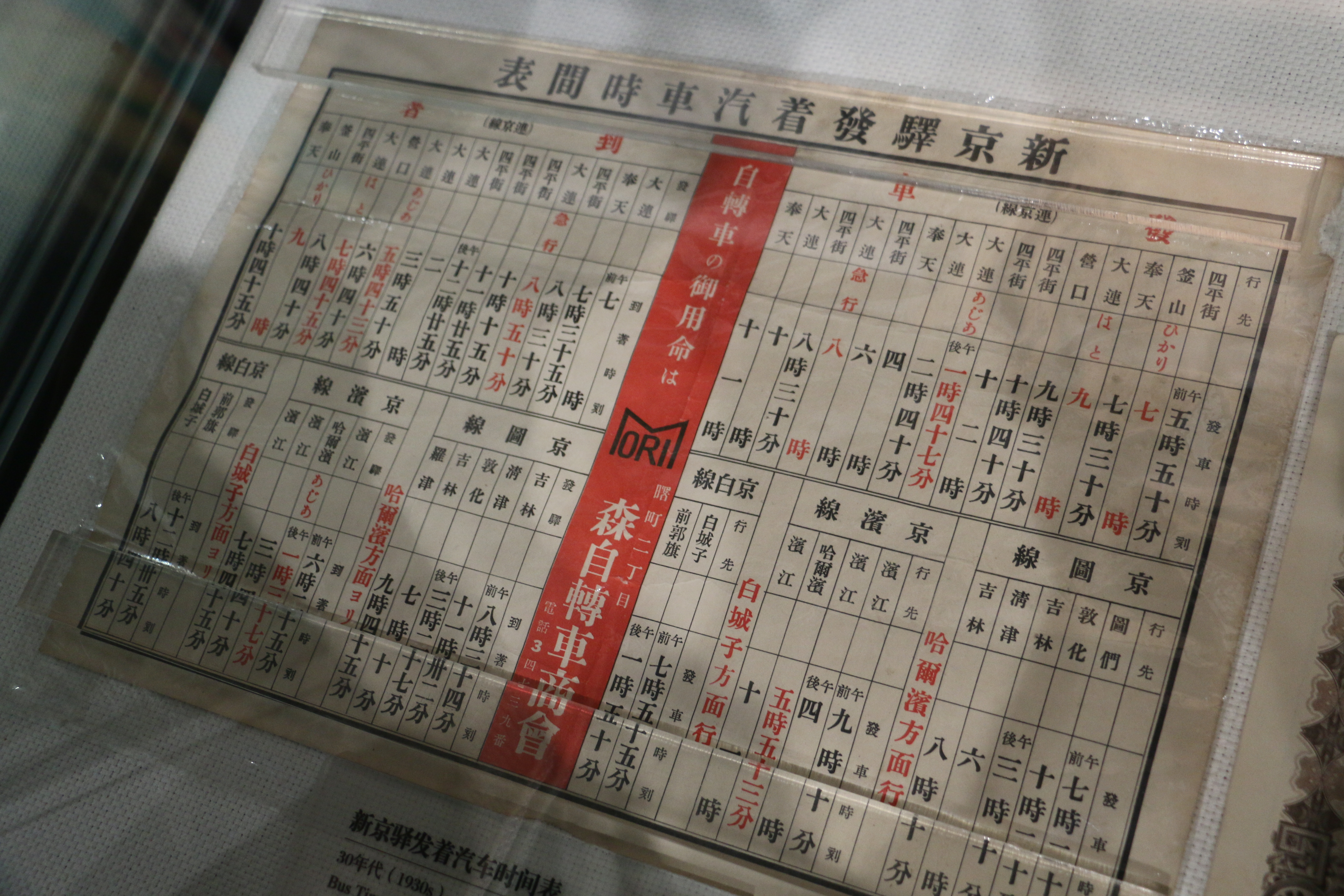
满铁新京站列车出发、到达时刻表（中国工业博物馆藏）

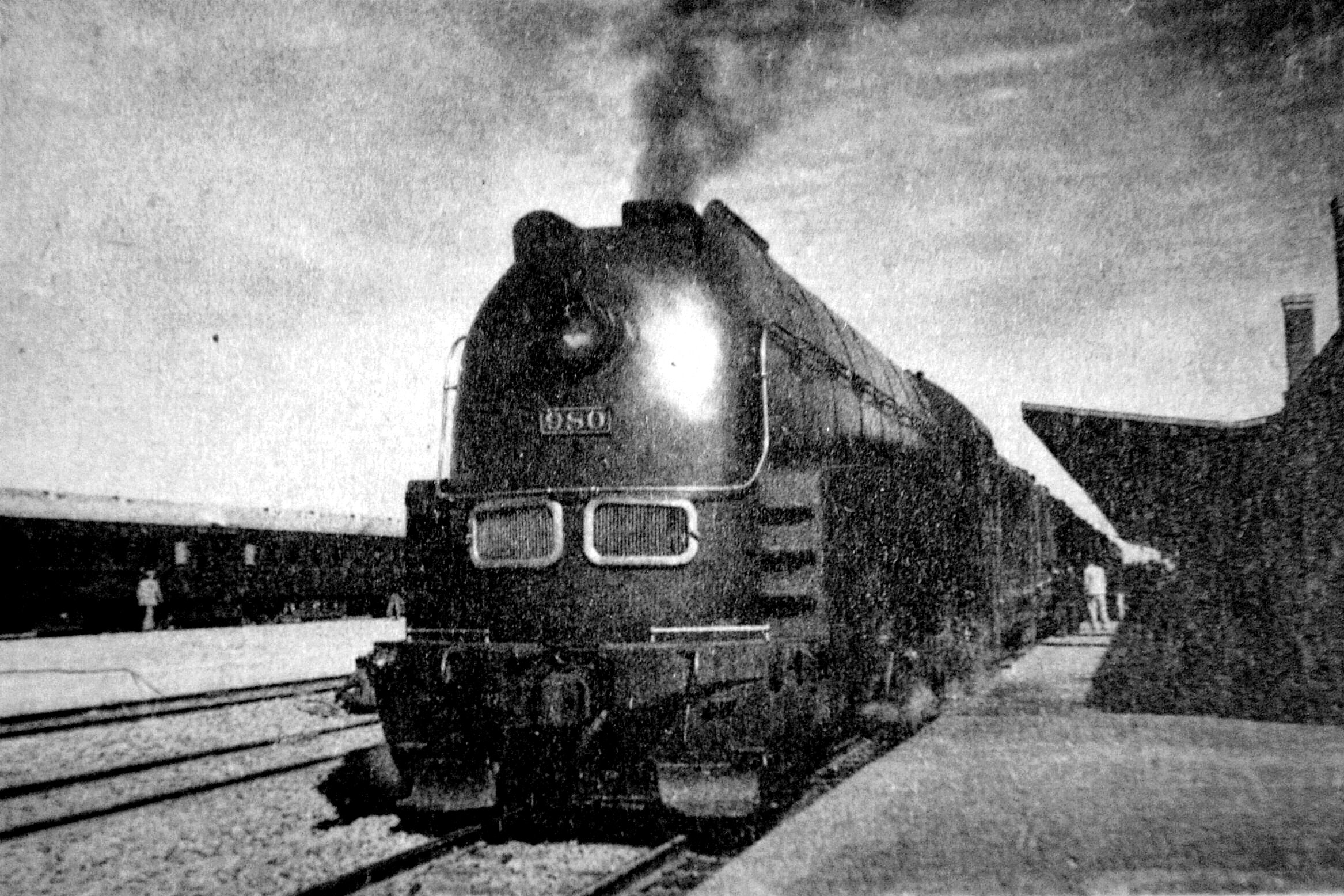
「亚细亚号」列車

数据截止至1940年（昭和15年）8月:188。
| 区间            | 车次         | 等级          | 别称             | 日文别称      | 备注                                                 |
| --------------- | ------------ | ------------- | ---------------- | ------------- | ---------------------------------------------------- |
| 安东-新京       | 1·2          | 急行          | 光号             | ひかり        | 实际起点为朝鲜京城站（现首尔），由朝鲜总督府铁道运营 |
| 安东-北京       | 3·4          | 急行          | 兴亚号           | 興亞          | 实际起点为朝鲜釜山站，由华北交通株式会社运营         |
| 安东-新京       | 7·8          | 急行          | 希望号           | のぞみ        | 实际起点为朝鲜京城站（现首尔），由朝鲜总督府铁道运营 |
| 安东-北京       | 9·10         | 急行          | 大陆号           | 大陸          | 实际起点为朝鲜釜山站，由华北交通株式会社运营         |
| 大连-哈尔滨     | 11·12        | 特急          | 亚细亚号         | あじあ        |                                                      |
| 大连-新京       | 13·14        | 急行          | 鸠号             | はと          |                                                      |
| 大连-哈尔滨     | 15·16、17·18 | 急行          |                  | 没有          |                                                      |
| 新京-羅津       | 201·202      | 急行          | 朝日号           | あさひ        |                                                      |
| 区间            | 车次         | 区间          | 车次             | 区间          | 车次                                                 |
| 哈尔滨-黑河     | 301·302      | 奉天-北京     | 401·402、403·404 | 奉天-承德     | 411·412                                              |
| 奉天-吉林       | 501·502      | 哈尔滨-满洲里 | 701·702          | 奉天-北安     | 801·802                                              |
| 四平街-齐齐哈尔 | 805·806      | 白城子-阿尔山 | 845·846          | 哈尔滨-绥芬河 | 901·902                                              |

## 其他事業

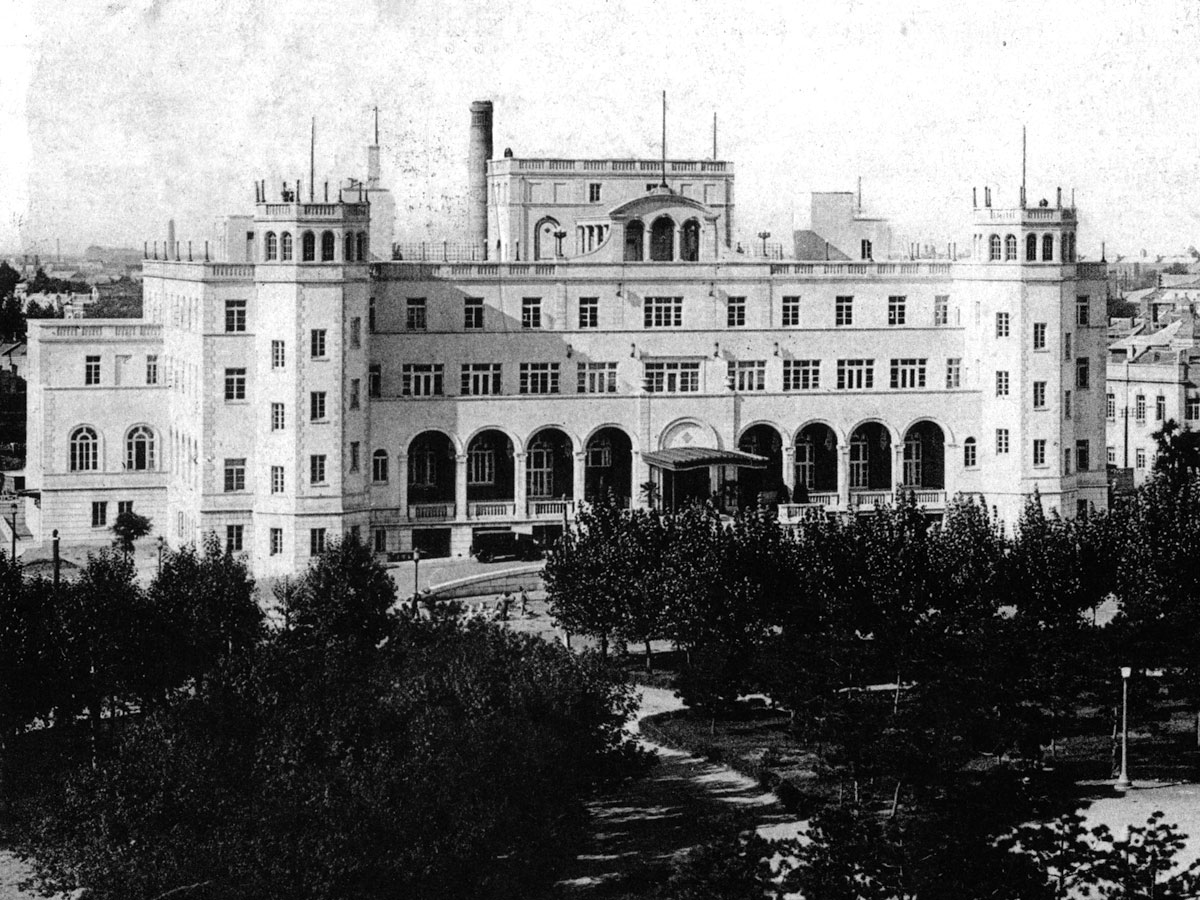
满铁奉天大和旅馆

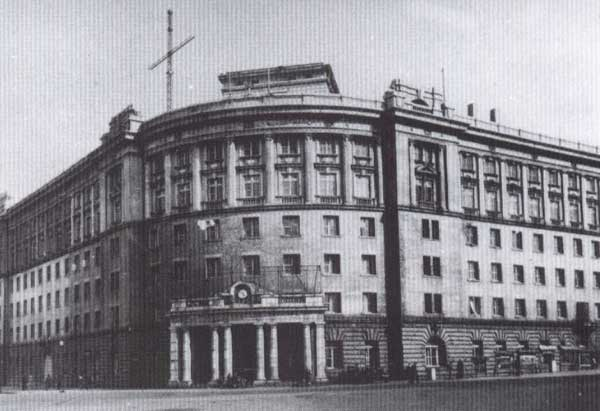
满铁大连埠头事务所大楼

南滿洲鐵道株式會社曾被称为「日本在中国的东印度公司」，即以公司的名义实行殖民经略。因此满铁也被称为「殖民会社」。滿鐵建立之初，日本人土地只有铁路及其周邊、車站周圍等附屬土地:167。滿鐵还在铁路两侧拥有16.7米至3000米不等的满铁附属地，附属地总面积达482.9平方公里。
南满洲铁道株式会社成立之後，積極開拓原來中國東北的交通服務。一方面，該公司把其经营的鐵路延伸，修建了安奉铁路、抚顺铁路、牛庄铁路等支线，從奉天向東延，直達中、朝邊境的丹東，將朝鮮半島與西伯利亞的铁路系统連接起來。另一方面，公司亦成立了滿洲航空会社，承辦從滿洲到朝鮮半島的空運服務。满铁还拥有大连商港。
满铁同時也经营煤矿開發、製鐵業、港口、電力供給、畜牧、旅館、航空公司等事业，也整頓上下水道、電力、瓦斯、學校、醫院、圖書館等:167。除了铁道等交通运输业务之外，拥有鞍山制铁所（昭和制钢所，现为鞍山钢铁集团公司）、满洲采金、满洲铅矿、满洲矿业开发、满洲轻金属制造、日满镁工业、同和汽车、满洲化学工业、满洲盐业、以及遍布各主要城市的满铁医院和大和旅馆等多家会社和文教科研医疗机构。大連汽船、大連都市交通、南满洲电力公司、南滿洲瓦斯公司等，都是滿鐵相關企業:167。滿鐵調查部為取得土地而進行調查，之後也從事風俗、民族調查，整理成「滿鮮地理歷史研究報告」，也設立地質研究所、產業試驗所、獸疫研究所、衛生研究所等設施，從事羊隻品種改良、科學實驗，研究範圍相當廣:114-115。同时满铁还负责其附属地内各城市（奉天满铁附属地、长春附属地、鞍山、大石桥、四平街、公主岭、辽阳、铁岭、海城、开原、瓦房店等以及支线上的抚顺、安东、凤城、本溪湖等，1936年时面积在1平方千米以上的共计29处）的市政管理。随着会社经营范围的扩大，1920年满铁第一次增资至4.4亿日元，1933年第二次增资至8亿日元，1940年第三次增资至14亿日元。

## 历代总裁
总裁
1. 后藤新平（1906年11月13日－1908年7月14日）
2. 中村是公（1908年12月19日－1913年12月18日）
3. 野村龙太郎（1913年12月19日－1914年7月15日）
4. 中村雄次郎（1914年7月15日－1917年7月31日）

理事长
1. 国泽新兵卫（1917年7月31日－1919年4月12日）

社长
1. 野村龙太郎（1919年4月12日－1921年5月31日）
2. 早川千吉郎（1921年5月31日－1922年10月14日）
3. 川村竹治（1922年10月24日－1924年6月22日）
4. 安广伴一郎（1924年6月22日－1927年7月19日）
5. 山本条太郎（1927年7月19日－1929年8月14日）[8]:33

总裁
1. 仙石貢（1929年8月14日－1931年6月13日）
2. 内田康哉（1931年6月13日－1932年7月6日）
3. 林博太郎（1932年7月26日－1935年8月2日）
4. 松冈洋右（1935年8月2日－1939年3月24日）
5. 大村卓一（1939年3月24日－1943年7月14日）
6. 小日山直登（1943年7月14日－1945年4月11日）
7. 山崎元幹（1945年5月5日－1945年9月30日）

## 有滿鐵背景的知名人士

### 管理层
- 金井章次（滿鐵地方部衛生課長）
- 安井武雄（建築師，1911年設計滿鐵大連税務長官舍）
- 村上義一（理事）
- 河本大作（理事）
- 十河信二（理事）
- 久保田政周（理事）
- 中西敏憲（理事）
- 田代由紀男（吉林局）
- 野田俊作（參事）
- 伊藤顯道（滿鐵安東、奉天第二中学教师）
- 筒井省二（皮膚科學者，滿鐵病院勤務後、鶴岡市立莊内病院長）

### 职工
- 足立篤郎（原農林大臣、科學技術廳長官）
- 出光佐三（出光興產創立者、貴族院議員）
- 出光計助（原出光興產社長、原石油聯盟会長）
- 稻嶺一郎（原自由民主黨参議院議員、琉球石油（今りゅうせき）創立者）
- 井上日召（日蓮宗僧侶、政治活動家、血盟團事件主犯）
- 岩永裕吉（原同盟通信社社長）
- 宇田耕一（原經濟企劃廳長官、科學技術廳長官）
- 大賀一郎（植物學者）
- 岸一郎（原大阪虎監督）
- 具島兼三郎（国際政治學者、原長崎大學校長）
- 坂本直道（坂本龍馬外甥自由民權家坂本直寬長男）
- 佐佐木義武（原科學技術廳長官、通商產業大臣）
- 東海林太郎（歌手）
- 田中龍夫（原文部大臣、通商產業大臣）
- 坪內壽夫（原来島どっく社長）
- 永末英一（原民社黨委員長）
- 中西功（原日本共產黨参議院議員）
- 布村一男（民族學者、原熊本女子大学教授）
- 野野村一雄（原一橋大學教授、滿鐵調査部勤務）
- 野間省一（原講談社社長）
- 濱崎真二（原阪急ブレーブス、国鉄スワローズ監督）
- 早川德次（東京地下鐵道（今東京Metro）創立者，「地下鐵之父」）
- 松木侠（大同學院院長、原鶴岡市市長）
- 松原治（紀伊國屋書店会長兼CEO）
- 毛利松平（原環境廳長官）
- 安井謙（原参議院議長）
- 義永秀親（原鹿兒島縣大島郡瀨戶内町町長）
- 和田耕作（原民社黨衆議院議員）
- 松岡滿壽男（原滿鐵會理事長）
- 尾崎秀實（嘱託職員）
- 张星贤（台湾运动员）

### 职工子女
- あまんきみこ（兒童文學者）
- 衞藤瀋吉（國際政治学者、原亞細亞大學校長、原東京大學名誉教授）
- 小田島雄志（英文學者、演劇評論家）
- 三代目桂米朝（落語家）
- 加藤登紀子（歌手）
- 齋藤次郎（原大藏官僚）
- 佐野洋子（繪本作家）
- せんぼんよしこ（電視導演、電影導演）
- 寶田明（電影演員）
- 高野悦子（岩波ホール原支配人）
- 高橋克典（俳優、母方祖父）
- 財部誠一（經濟新聞記者）
- 塔摩利（搞笑藝人）
- 張富士夫（豐田汽車第4任會長）
- 三重野康（第26任日本銀行總裁）
- 水野晴郎（電影評論家、電影導演）
- 山田洋次（電影導演）
- 文仁親王妃紀子（母方祖父、曾祖父）
- 菅义伟 (日本首相)
- 山口淑子（中文名李香兰，電影演員、歌手）

## 业绩
南满洲铁道株式会社各类事业收支盈余表（单位：万日元）:127：
| 年份（公元） | 铁道     | 旅馆   | 船舶    | 汽车    | 港口    | 矿业    | 制铁    | 制油   | 附属地   | 其它      | 合计     |
| ------------ | -------- | ------ | ------- | ------- | ------- | ------- | ------- | ------ | -------- | --------- | -------- |
| 1907         | 366.7    | -3.1   | -       | -       | 1.2     | 55.3    | -       | -      | -13.0    | -205.5    | 201.7    |
| 1908         | 737.6    | -1.2   | -12.6   | -       | 17.4    | 102.7   | -       | -      | -12.5    | -620.1    | 211.4    |
| 1909         | 919.8    | -1.9   | -25.5   | -       | 24.7    | 123.0   | -       | -      | -23.0    | -439.9    | 577.2    |
| 1910         | 912.9    | -7.7   | -19.3   | -       | 11.2    | 166.7   | -       | -      | -49.7    | -571.4    | 370.8    |
| 1911         | 1061.8   | -4.7   | -14.8   | -       | 9.6     | 217.9   | -       | -      | -61.5    | -827.4    | 366.7    |
| 1912         | 1206.1   | -3.6   | -2.2    | -       | -19.9   | 184.7   | -       | -      | -76.8    | -835.4    | 492.6    |
| 1913         | 1436.1   | -2.1   | -12.7   | -       | 18.3    | 180.1   | -       | -      | -105.1   | -797.9    | 716.7    |
| 1914         | 1487.1   | -5.7   | -16.9   | -       | 32.7    | 221.7   | -       | -      | -108.6   | -856.2    | 754.1    |
| 1915         | 1572.0   | -4.8   | 4.6     | -       | 37.1    | 200.7   | -       | -      | -97.4    | -904.2    | 808.0    |
| 1916         | 1937.9   | -0.7   | 21.4    | -       | 36.4    | 200.7   | 12.3    | -      | -126.8   | -1077.5   | 1010.8   |
| 1917         | 2359.9   | 3.7    | 106.3   | -       | 39.3    | 602.5   | -       | -      | -160.8   | -1458.3   | 1492.6   |
| 1918         | 2795.4   | 9.8    | 28.6    | -       | 3.9     | 713.7   | -       | -      | -240.7   | -1039.7   | 2219.3   |
| 1919         | 3653.2   | -0.3   | -25.1   | -       | -133.5  | 1359.9  | -148.7  | -      | -421.6   | -1876.4   | 2437.5   |
| 1920         | 4855.7   | -16.8  | -84.9   | -       | -56.3   | 606.7   | -642.3  | -      | -616.0   | -1307.0   | 2739.2   |
| 1921         | 4503.1   | -21.9  | -24.5   | -       | 66.9    | 329.6   | -287.4  | -      | -643.2   | -783.1    | 3138.6   |
| 1922         | 5364.4   | -32.8  | -2.2    | -       | 128.2   | 671.6   | -319.8  | -      | -683.6   | -500.1    | 3508.0   |
| 1923         | 5648.2   | -33.7  | -       | -       | 7.4     | 407.9   | -224.1  | -      | -829.8   | -1496.4   | 3479.6   |
| 1924         | 5600.8   | -24.4  | -       | -       | 7.6     | 810.3   | -295.6  | -      | -976.4   | -1640.3   | 3455.3   |
| 1925         | 5859.5   | -21.5  | -       | -       | 63.3    | 646.7   | -372.0  | -      | -1140.0  | -1548.8   | 3486.5   |
| 1926         | 6197.1   | -33.7  | -       | -       | 99.4    | 548.9   | -380.7  | -      | -1256.7  | -1768.7   | 3415.8   |
| 1927         | 6800.8   | -26.4  | -       | -       | 97.0    | 974.8   | -15.8   | -      | -1300.6  | -1890.3   | 3627.4   |
| 1928         | 7428.1   | -      | -       | -       | 246.2   | 1160.3  | 121.6   | -      | -1319.5  | -1834.4   | 4255.3   |
| 1929         | 7489.0   | -      | -       | -       | 355.7   | 1227.5  | 54.3    | -      | -1359.9  | 1707.3    | 4550.6   |
| 1930         | 5856.2   | -      | -       | -       | 182.1   | 182.1   | -66.7   | 3.3    | -1071.9  | -1066.3   | 2167.3   |
| 1931         | 4818.5   | -9.7   | -       | -       | 128.9   | 1.7     | -298.0  | 29.0   | -1087.7  | -1880.4   | -340.1   |
| 1932         | 6505.1   | -8.8   | -       | -       | 303.9   | 12.8    | -390.0  | 53.8   | -1168.7  | -1150.8   | 6128.8   |
| 1933         | 7576.6   | -1.3   | -       | -       | 321.7   | 501.6   | -54.4   | 82.5   | -1067.0  | -1853.0   | 4292.0   |
| 1934         | 7324.4   | 2.8    | -       | -       | 358.0   | 1039.1  | -       | 47.2   | -1367.6  | -2246.4   | 4646.8   |
| 1935         | 8403.0   | -9.4   | -       | -       | 359.5   | 1269.8  | -       | 105.1  | -1421.8  | -3100.1   | 4962.4   |
| 1936         | 7959.7   | -4.9   | -       | -       | 394.6   | 1225.0  | -       | 92.2   | -1663.4  | -1758.3   | 5017.4   |
| 1937         | 8971.3   | -      | -       | -       | 495.1   | 1050.5  | -       | 148.7  | -1085.5  | -3272.7   | 7392.9   |
| 1938         | 9711.1   | -      | -       | -       | 589.5   | 1657.9  | -       | 226.0  | -        | -4897.5   | 7287.5   |
| 1939         | 10592.2  | -      | -       | -       | 294.3   | 1126.0  | -       | 127.5  | -        | -4355.1   | 7784.5   |
| 1940         | 14494.5  | -      | -307.1  | -422.6  | 167.0   | 1348.7  | -       | 101.9  | -        | -7711.3   | 7671.1   |
| 1941         | 15058.9  | -      | -111.2  | 5.2     | 136.4   | 1401.1  | -       | 250.2  | -        | -9527.4   | 7213.1   |
| 1942         | 19926.1  | -      | -266.5  | 14.3    | -4.4    | 1439.3  | -       | 310.5  | -        | -12930.3  | 8488.8   |
| 1943         | 22963.6  | -      | -356.3  | -419.1  | -624.4  | 510.5   | -       | 102.8  | -        | -12881.4  | 9295.6   |
| 1944         | 298232.6 | -      | -801.1  | -593.5  | -1141.1 | -1244.5 | -       | -549.9 | -        | -14113.5  | 11379.9  |
| 合计         | 260178.6 | -264.2 | -1922.0 | -1414.7 | 3094.7  | 23242.5 | -3307.3 | 1130.8 | -21557.5 | -108200.8 | 140703.8 |

注：
1. 因通货膨胀等因素，“合计”一栏的数额并不等于表中其它项目数值的和。
2. 1907-1931年间1日元=0.75克黄金，1931年日本取消金本位后日元价格不断贬值，至1945年的1克黄金=4.8日元

### 引用
1. 1 2 3 4  周天度、鄭則民、齊福霖、李義彬 等. 李新 總主編，中國社會科學院近代史研究所中華民國史研究室 編 , 编.  第八卷. 北京: 中華書局. 2011.
2. 1 2 3 4  宮脇淳子.  .  初版. 新北市: 八旗文化. 2016 [2013]. ISBN 978-986-5842-71-0 （中文（繁體））.
3. 1 2 3 4 5  宮脇淳子.  .  初版. 新北市: 八旗文化. 2016 [2013]. ISBN 978-986-5842-71-0 （中文（繁體））.
4. ↑  滿洲國史編纂刊行會. . 東京: 謙光社. 1973.
5. ↑  李新總主編，中國社會科學院近代史研究所中華民國史研究室，韓信夫、姜克夫主編 (编). . 北京: 中華書局. 2011. ISBN 9787101079982.
6. ↑  小牟田哲彦. . 東京堂出版. 2015. ISBN 9784490209112 （日语）.
7. 1 2 3  宮脇淳子.  .  初版. 新北市: 八旗文化. 2016 [2013]. ISBN 978-986-5842-71-0 （中文（繁體））.
8. 1 2  西澤泰彦（日语：西澤泰彦）. . 河出書房新社. 2015. ISBN 9784309762326 （日语）.

## 相關書籍
- 貴志俊彦『満洲国のビジュアル・メディア――ポスター・絵はがき・切手』吉川弘文館、2010